# Belaja Holunyica (folyó)
A Belaja Holunyica (oroszul: Белая Холуница) folyó Oroszország európai részén, a Kirovi területen. A Vjatka bal oldali mellékfolyója.

## Földrajz
Hossza: 168 km, vízgyűjtő területe: 2800 km².
A Felső-kámai-hátság nyugati részén ered. Enyhén dombos, sík vidéken folyik előbb északnyugat, majd délnyugat felé és Szlobodszkoj várossal szemben ömlik a Vjatkába. Főként hóolvadék táplálja. Novemberben befagy és áprilisban szabadul fel a jég alól. 
A partján elterülő legnagyobb település a folyóról elnevezett ipari város, Belaja Holunyica. Az 1760-as években alapított vasgyárához a folyón nagy víztározót létesítettek, mely a mai napig is a Kirovi terület legnagyobb tava. 
A Belaja Holunyica, vagyis 'Fehér Holunyica' medre homokos, ezért a víz világos színű; ellentétben közeli „párjával”: a tőzeges vidéken kanyargó 'Fekete Holunyica' (Csornaja Holunyica) vizét ugyanis a tőzeg sötétre festi.